# 岡山ダイハツ販売
岡山ダイハツ販売株式会社（おかやまダイハツはんばい、英: OKAYAMA DAIHATSU CORPORATION）は、岡山県岡山市北区に本社を置く、ダイハツ工業のディーラー。

## 概要
- 営業エリア - 岡山県全域

## 沿革
- 1958年（昭和33年）11月 - 会社設立。

## 拠点
- 本社・本店 - 岡山市北区野田2丁目1-38
- 十日市店 - 岡山市北区十日市中町15−50
- 高屋店 - 岡山市中区兼基50
- 平島店 - 岡山市東区矢井7−1
- 玉野紅陽台店 - 岡山市南区西高崎5-313
- 中庄店 - 倉敷市下庄664-6
- 倉敷中島店 - 倉敷市中島943
- 倉敷中央店 - 倉敷市白楽町410-2
- 水島店 - 倉敷市東塚7-9-20
- 吉備路店 - 総社市三須1111
- 鴨方店 - 浅口市鴨方町六条院中2284-1
- 津山店 - 津山市一方176-1
- 高野店 - 津山市高野本郷1273-6
- 水島店 - 倉敷市東塚7丁目9-20
- ダイハツパーク倉敷東 - 倉敷市平田[2]

## イメージキャラクター
- ののちゃん（2021年4月 - ）

## 提供番組
- ポップUP!（岡山ローカル､岡山放送）[3]
- めざましテレビ（岡山ローカル、岡山放送）※現在は降板
- 王様のブランチ（岡山ローカル、山陽放送テレビ）